# Barron River (Korallenmeer)
Der Barron River, australisch auch Bibhorra, liegt in den Atherton Tablelands im nördlichen Queensland auf der Höhe von Cairns in Australien.
Der 165 Kilometer lange Fluss entspringt im Gebiet des Mount-Hypipamee-Nationalparks, fließt durch den Stausee Lake Tinaroo und mündet in der Nähe von Smithfield ins Korallenmeer. Sein Einzugsgebiet ist 2.100 km² groß, davon sind etwa 20 Prozent Teil des Weltkulturerbes Wet Tropics of Queensland mit seiner einzigartigen Tier- und Pflanzenwelt.
Seinen heutigen Namen erhielt der Barron River im Jahr 1875 als zwei Polizeibeamte, Johnstone und Douglas, ihn nach dem Büroleiter der Brisbaner Polizei, Thomas Henry Bowman Barron, benannten.

## Verlauf
Der Oberlauf des Barron River formt sich am Fuß des Mount Hypipamee auf einer Höhe von 1020 Meter aus einem weit verzweigten Netzwerk kleiner Bäche. Vom nahezu unberührten, ursprünglichen Regenwald des Mount-Hypipamee-Nationalparks fließt er in nordöstliche Richtung durch Farmland, bis er 20 Kilometer später in den Stausee Lake Tinaroo mündet. An dessen nördlichen Ufern liegt der Danbulla-Nationalpark. Bei dem kleinen Ort Tinaroo liegt die 42 Meter hohe und 533 Meter lange Staumauer mit deren Hilfe die Bewässerung der umliegenden landwirtschaftlich genutzten Flächen in der Trockenzeit sichergestellt wird. Von hier fließt der Barron River für 65 Kilometer durch die Atherton Tablelands in nördliche Richtung. Nachdem er Mareeba passiert hat, dreht er Richtung Osten, passiert bei Kuranda die Kennedy-Highway-Brücke und stürzt 4 Kilometer weiter flussabwärts im Barron-Gorge-Nationalpark die 260 Meter hohen Barron Falls hinab in die Küstenebene nördlich von Cairns. Bevor er das Korallenmeer erreicht, teilt er sich in zwei Hauptarme.

## Fauna
Insgesamt 63 verschiedene Fischarten wurden in dem Fluss gezählt, darunter verschiedene Grunzbarsche, Glasbarsche und Grundeln, auch das Gepunktete Blauauge, der Gefleckte Schützenfisch und der Australische Süßwasserhering sind hier heimisch.
Daneben finden sich im Einzugsgebiet des Barron River zehn der elf in den Wet Tropics of Queensland endemischen Säugetiere, wie Grüne Ringbeutler, Queensland-Ringbeutler, Nördliches Bürstenrattenkängurus, Lumholtz-Baumkängurus, Moschusrattenkängurus, Queensland-Breitfußbeutelmäuse, Bilchbeutler, Greifschwanzratten, Röhrennasenfledermäuse und Mareeba-Felskängurus.